# Ella, él y sus millones
Ella, él y sus millones  es una película española dirigida por Juan de Orduña en 1944, basada en la obra homónima del dramaturgo Honorio Maura Gamazo.

## Argumento
Arturo Salazar (Rafael Durán) es un joven acaudalado que desea, además, entrar en contacto con la alta sociedad. Este objetivo sólo lo conseguirá emparentando con una familia de linaje y de ese modo fija su atención en Diana (Josita Hernán), una de las seis hijas de la excéntrica familia Valrrubio, de alta cuna pero totalmente arruinada.
- Datos: Q5364461